# El truco de Rabinowitsch
En matemáticas, el truco de Rabinowitsch, introducido por J.L. Rabinowitsch (1929), es una forma de demostrar el caso general del Nullstellensatz de Hilbert, a partir de un caso especial más fácil (el llamado Nullstellensatz débil), introduciendo una variable adicional.
El truco de Rabinowitsch funciona de la siguiente manera: Sea K un cuerpo algebraicamente cerrado. Supóngase que el polinomio f en {\displaystyle K[x_{1},\dots ,x_{n}]} se anula siempre que todos los polinomios {\displaystyle f_{1},\dots ,f_{m}} se anulan. Entonces los polinomios {\displaystyle f_{1},\dots ,f_{m},1-x_{0}f} no tienen ceros comunes (donde hemos introducido una nueva variable {\displaystyle x_{0}}). Por lo tanto, por el Nullstellensatz débil para {\displaystyle K[x_{0},x_{1},\dots ,x_{n}]}, estos polinomios generan el ideal unitario de {\displaystyle K[x_{0},x_{1},\dots ,x_{n}]}. Esto significa que existen polinomios {\displaystyle g_{0},g_{1},\dots ,g_{m}\in K[x_{0},x_{1},\dots ,x_{n}]}, tales que
{\displaystyle 1=g_{0}(x_{0},x_{1},\dots ,x_{n})(1-x_{0}f(x_{1},\dots ,x_{n}))+\sum _{i=1}^{m}g_{i}(x_{0},x_{1},\dots ,x_{n})f_{i}(x_{1},\dots ,x_{n})}
como una igualdad de elementos del anillo polinomial {\displaystyle K[x_{0},x_{1},\dots ,x_{n}]} . Como {\displaystyle x_{0},x_{1},\dots ,x_{n}} son variables libres, esta igualdad continúa siendo válida si se sustituye {\displaystyle x_{0}} por {\displaystyle x_{0}=1/f(x_{1},\dots ,x_{n})}. Haciendo esto se obtiene
{\displaystyle 1=\sum _{i=1}^{m}g_{i}(1/f(x_{1},\dots ,x_{n}),x_{1},\dots ,x_{n})f_{i}(x_{1},\dots ,x_{n})}
como elementos del campo de funciones racionales {\displaystyle K(x_{1},\dots ,x_{n})}. Es decir, del campo de fracciones del anillo polinomial {\displaystyle K[x_{1},\dots ,x_{n}]}. Además, las únicas expresiones que ocurren en los denominadores del lado derecho son f y potencias de f. Por lo tanto, tomando común denominador en el lado derecho, da como resultado una igualdad de la forma
{\displaystyle 1={\frac {\sum _{i=1}^{m}h_{i}(x_{1},\dots ,x_{n})f_{i}(x_{1},\dots ,x_{n})}{f(x_{1},\dots ,x_{n})^{r}}}}
para algún número natural r y polinomios {\displaystyle h_{1},\dots ,h_{m}\in K[x_{1},\dots ,x_{n}]} . Por lo tanto
{\displaystyle f(x_{1},\dots ,x_{n})^{r}=\sum _{i=1}^{m}h_{i}(x_{1},\dots ,x_{n})f_{i}(x_{1},\dots ,x_{n}),}
Esto quiere decir que {\displaystyle f^{r}} pertenece al ideal generado por {\displaystyle f_{1},\dots ,f_{m}}. Es decir: {\displaystyle f} pertenece al radical del ideal generado por {\displaystyle f_{1},\dots ,f_{m}}.  Esta es la versión completa del Nullstellensatz para {\displaystyle K[x_{1},\dots ,x_{n}]}.